# Ostende-Wien Express
De Ostende-Wien Express was een internationale trein die tussen 1894 en 1993 door de Compagnie Internationale des Wagons-Lits (CIWL) werd ingezet op de verbinding Groot-Brittannië-Midden-Europa-Balkan, eerst als luxetrein en later als D-trein. In de andere richting werd de naam Wien-Ostende Express gebruikt. Na de Tweede Wereldoorlog werd de Duitse naam van Oostende vervangen door de Nederlandse en werd de trein Oostende-Wien-Express genoemd. Met diverse doorgaande rijtuigen, onder andere voor de Orient-Express was het een van de belangrijkste treinverbindingen tussen West-Europa en de Balkan.

## Luxetrein

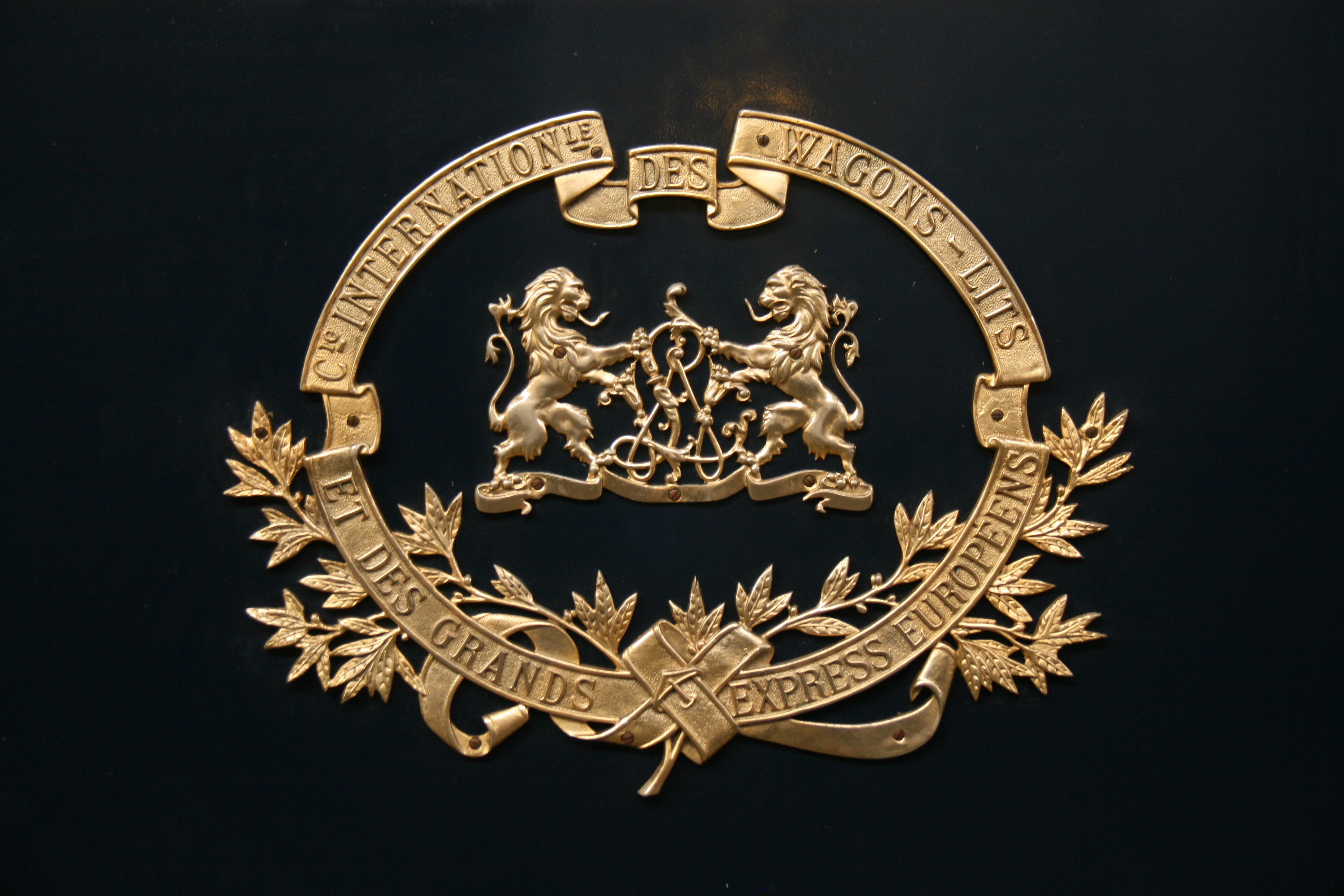
CIWL Logo

Routes tussen 1894 en 1914 (Rood: Ostende-Wien Express, Blauw: Ostende-Karlsbad Express (1), Ostende-Wien-Constantza Express (2), Ostende-Wien-Triest Express (3), doorgaande rijtuigen voor de Orient-Express naar Istanbul (4), Grijs: Oriënt-Express tussen Parijs en Linz

De Ostende-Wien Express werd op 1 juni 1894 geïntroduceerd op het traject Oostende-Wenen om voornamelijk Britse reizigers een rechtstreekse verbinding met Zuidoost-Europa te bieden, waarbij in Oostende aansluiting bestond op de veerboot van/naar Groot-Brittannië en in Wenen aansluiting op de Oriënt-Express. De trein bestond, zoals voor de Eerste Wereldoorlog gebruikelijk was bij de luxetreinen van CIWL, geheel uit eerste klas Slaap- en Restauratierijtuigen. Dagelijks werd het traject Oostende - Brussel Noord - Luik - Keulen - Mainz - Frankfurt am Main - Passau -Linz - Wenen Westbahnhof afgelegd, de rode lijn op de kaart. De organisatorische leiding voor de trein lag bij de Belgische spoorwegen. De trein kreeg in ieder land en bij iedere spoorwegmaatschappij eigen en dus verschillende treinnummers. In België werd treinnummer L 50/51 gebruikt, de Preußische Staatseisenbahnen gebruikten tot 1898 treinnummer L 10/9, daarna gebruikten ze dezelfde nummers als Beieren. In Beieren reed de trein onder de nummers L 53/54. In Oostenrijk reed de k.k. österreichische Staatsbahnen tussen Passau en Wels met vaak wisselende treinnummers, sinds 1911 als L 410/409. Tussen Wels en Wenen werd over de hele periode 1894-1914 het treinnummer L 8/7 gebruikt.

### Vertakkingen
Vanaf mei 1895 werden tijdens de zomer ook doorgaande rijtuigen voor Karlsbad meegenomen, blauw 1 op de kaart. Deze stonden in de CIWL dienstregeling echter als aparte trein, de Ostende-Karlsbad Express.
Op 12 november 1895 werd de route in zuidelijke richting verlengd, eenmaal per week werd doorgereden naar Constanța (blauw 2 op de kaart) onder de naam Ostende-Wien-Constantza Express en eenmaal per week naar Triëst (blauw 3 op de kaart) onder de naam Ostende-Wien-Triest Express. In Constanța was een aansluitende bootdienst naar Constantinopel en vanaf Triëst bood de Österreichische Lloyd aansluitende scheepvaartverbindingen naar de Levant. Vanaf 1897 werden ook doorgaande rijtuigen naar Fiume meegevoerd. Alle diensten boden in Wenen aansluiting op de Orient-Express.

#### Route en dienstregeling Ostende-Wien-Constantza Express
| OC    | land              | station           | km   | CO    |
| ----- | ----------------- | ----------------- | ---- | ----- |
| 16:17 | België            | Oostende          | 0    | 10:02 |
| 18:05 | België            | Brussel Noord     | 118  | 08:12 |
| 23:34 | België            | Luik              | 218  | 04:40 |
| 05:10 | Duitse Keizerrijk | Frankfurt am Main | 575  | 00:34 |
| 07:47 | Duitse Keizerrijk | Neurenberg        | 813  | 20:23 |
| 13:30 | Oostenrijk        | Wenen             | 1311 | 11:03 |
| 22:03 | Hongarije         | Boedapest         | 1589 | 06:23 |
| 07:33 | Hongarije         | Verciorova        | 2085 | 19:00 |
| 08:43 | Roemenië          | Verciorova        | 2085 | 19:30 |
| 11:28 | Roemenië          | Craiova           | 2218 | 16:29 |
| 14:33 | Roemenië          | Pitești           | 2452 | 13:22 |
| 16:38 | Roemenië          | Boekarest         | 2467 | 11:05 |
| 21:43 | Roemenië          | Constanța         | 2692 | 16:00 |

In Oostenrijk-Hongarije gold de Midden-Europese Tijd in Roemenië de Oost-Europese Tijd, zodat de trein in westelijke richting "eerder" vertrok uit Vericiorova dan hij was aangekomen.

## Oriënt Express
In de zomerdienstregeling van 1900 werd voor het eerst een rijtuig uitwisseling met de Oriënt Express voorzien waarmee de reizigers een overstap in Wenen bespaard werd. Doorgaande rijtuigen voor de Oriënt Express (blauw 4 op de kaart) werden met de Ostende-Wien Express meegevoerd . De treinen reden dagelijks tussen Wenen en Boedapest als één trein. De treinen naar Constantinopel resp. Constanta voerden allebei slaaprijtuigen uit zowel Parijs als Oostende mee.

### Doorgaande rijtuigen
De zelfstandige Ostende-Wien-Triest Express was wegens het kleine aantal reizigers niet meer rendabel en werd opgeheven. Als vervanger kwam een doorgaand rijtuig in de Ostende-Wien Express dat vanaf Wenen met de normale sneltrein van de Südbahngesellschaft naar Triest werd meegegeven.  De Königlich Bayerische Staatseisenbahnen hadden op de Europese dienstregelingsconferentie meerdere keren tevergeefs geprobeerd om de Ostende-Wien Express niet via Passau maar via München te laten rijden, zodat de Ostende-Wien Express en de Oriënt Express al vanaf Müchen als één trein naar het oosten konden rijden. In de zomerdienst van 1909 werd toch een slaaprijtuig naar München aan de trein toegevoegd maar dat werd aan het eind van de zomer weer uit de dienstregeling gehaald. In 1910 kreeg de Ostende-Wien Express een doorgaand rijtuig mee naar Bad Kissingen dat, net als eerder bij Karlsbad, als zelfstandige Ostende-Bad Kissingen Express in de dienstregeling werd vermeld. Dit was evenmin een succes zodat dit rijtuig al aan het eind van de zomer van 1910 werd opgeheven.

## Interbellum

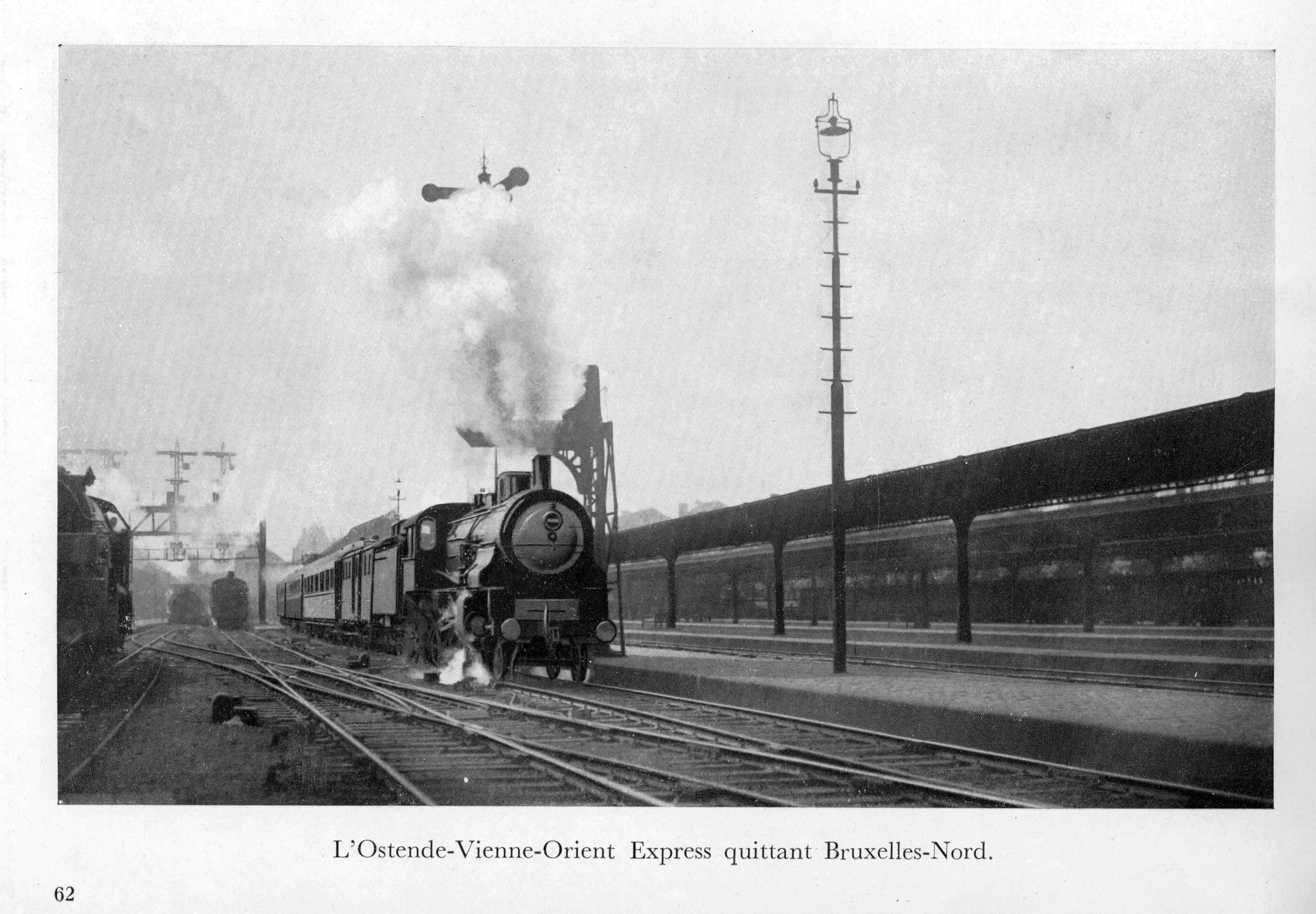
Vertrek uit Brussel Noord ca. 1925

De Ostende-Wien-Orient-Express van 1925 tot 1939

De treindienst werd tijdens de Eerste Wereldoorlog gestaakt. In de oorlog hadden Duitsland en Oostenrijk-Hongarije de Mitropa opgericht, die met geconfisqueerd CIWL materieel luxetreinen, waaronder de Balkan Express, verzorgde op hun grondgebied. Na de Eerste Wereldoorlog kwamen CIWL en Mitropa regelmatig in botsing over de hervatting van de diverse treindiensten. 
In 1925 werden op 23 mei en 20 april twee overeenkomsten gesloten tussen de beide maatschappijen en de Deutsche Reichsbahn waarbij CIWL de treinen in Oost-West/West-Oost richting door Duitsland kreeg toebedeeld en de treindienst eindelijk kon worden hervat. De trein kwam op 6 juni 1925 weer in dienst als Ostende-Wien-Orient Express (rood op de kaart) want ook nu ging de trein ten zuiden van Wenen verder richting de Oriënt. Deze z.g. Stamboul Train was het decor van het gelijknamige boek uit 1932 van de Britse schrijver Graham Greene. In Boedapest werd gesplitst/samengevoegd richting Boekarest resp. Istanboel. Vanaf 1931 werden ook tweede klas rijtuigen meegevoerd. Ook bij deze trein werden doorgaande rijtuigen meegvoerd, nu van en naar Amsterdam en wederom naar Karlsbad (blauw op de kaart). Door het uitbreken van de Tweede Wereldoorlog werd de treindienst werderom gestaakt.

## D-trein
In de herfst van 1947 is de treindienst tussen Oostende en Wenen onder de naam Oostende - Wien Express hervat als D-trein met alle drie klassen. In Duitsland werd gereden met de treinnummers FD 51/52. Later werden de nummers D 224/225 gebruikt, en werd een doorgaand rijtuig Boedapest - Keulen van de MAV meegevoerd, zover naar het westen was tijdens de Koude Oorlog een zeldzaamheid.

## EuroNight
In 1993 werd de trein in een EuroNight-trein veranderd en kreeg toen ook de naam Donauwalzer en de treinnummers EN 224/225. Deze reed gekoppeld met de D 214/215 (later D222/223) Amsterdam - München.

## Ongelukken
Op 6 december 1901 reed de trein met anderhalf uur vertraging het station van Frankfurt am Main binnen. Omdat de remmen weigerde ramde de trein het stootblok in het kopstation, waarbij gelukkig de rijtuigen los raakten van de lokomotief. De lokomotief stak vervolgens het verdeelperron over en boorde zich door de muur tussen de stationshal en het restaurant. De lokomotief kwam uiteindelijk in de restauratie eerste en tweede klasse tussen de ontbijttafels tot stilstand. Omdat het ongeluk om vijf uur 's morgens plaatsvond raakte niemand gewond. De onbeschadigde rijtuigen konden de reis achter een andere lokomotief vervolgen. Een deel van de passagiers was het zelfs geheel ontgaan. De foto met de lokomotief in het restaurant werd zeer bekend en is veelvuldig gebruikt.
Op 27 mei 1983 vielen zeven doden en 23, deels, zwaargewonden toen de trein bij Königsdorf tussen Aken en Keulen ontspoorde. Het ongeluk werd veroorzaakt door een uitspoeling van een privéterrein. De lokomotief gleed daardoor van het spoor en botste op een pijler van een brug over het spoor. Door de klap werd een van de rijtuigen doormidden geknikt.